# Гейсмар, Фёдор Клементьевич
Барон Фёдор Клементьевич Гейсмар, урожд. Фридрих Каспар фон Гейсмар (нем. Friedrich Caspar von Geismar; 14 мая 1783, Ален, Вестфалия — 28 апреля (10 мая) 1848, Санкт-Петербург, Российская империя) — генерал от кавалерии (16.04.1841) русской императорской армии. Герой Отечественной войны 1812 года (партизан), Заграничных походов 1813-1814 гг., русско-турецкой войны 1828-1829 гг. и Польской кампании 1831 года. Руководил подавлением бунта Черниговского полка. Первый почётный гражданин города Веймара.

## Биография
Родился в городе Ален в Вестфалии, сын камергера при дворе короля Пруссии. Род Гейсмаров известен с начала XIII века. Получил образование в закрытой католической школе. С детства был слаб здоровьем, поэтому после смерти отца хотели сделать его по окончании школы священником, но он убежал из дома, добрался через всю Германию до Вены, и поступил к старшему брату в полк.
Службу начал в австрийской армии в полку дейчмейстеров, боевым крещением его стало участие в битве при Нови под командованием А. В. Суворова. В битве на его глазах погиб старший брат, бывший также офицером дейчмейстеров.
В 1805 году, по предложению стоявшего тогда на Корфу с отрядом русских войск генерала Анрепа, перешёл в русскую службу прапорщиком Сибирского гренадерского полка. Принял участие в Неаполитанской операции.
Участвовал в Русско-турецкой войне 1806—1812 годов. При Шумле с сотней своих гренадер несколько часов удерживал важную позицию против непрерывных турецких атак. Остатки отряда были спасены генералом Кульневым, чьи гусары — во главе с самим будущим клястицким героем — прикрыли отступление от атак турецкой кавалерии.

### Войны с французами
В Отечественной войне 1812 года в Киевском гренадерском полку поручиком, адъютант генералов Бахметева и Милорадовича. «Ранен тяжко ядром» при Островне. Находился на излечении в Петербурге.
Майор Гейсмар проявил себя как командир партизанских отрядов в Заграничных походах, участвовал в совместных действиях с Орловым-Денисовым и Давыдовым, о чём имеется запись на 49-й стене Храма Христа Спасителя. Герой битвы под Кульмом. В этой битве Гейсмар, во главе казачьего полка, произвёл две лихие атаки против бригады французских кирасиров. Награждён орденом св. Георгия 4-й степени.
В октябре 1813 года, заняв Веймар ранее отступавших французов, Гейсмар отразил все атаки гвардейской кавалерии генерала Лефевра и тем спас город от разрушения. Благодарные жители поднесли ему за это «Золотую шпагу» и назвали почётным гражданином города. В 1815 г. он был принят в местную масонскую ложу; присутствовавший на церемонии Гёте облёк свои впечатления в форму стихотворения «Symbolum».
Наряду с Сеславиным предлагал в кампанию 1814 года пройти своим летучим отрядом всю Францию и соединить союзные армии с герцогом Веллингтоном, находившимся тогда под Байонною, однако Высочайшего позволения на это не получил.

### Служба в 1815-30 гг.
В 1816—1820 гг. командовал Московским драгунским полком. В 1826 году усмирил взбунтовавшийся Черниговский полк, который был им разбит при селе Устимовке под Белой Церковью. В 1828 году — начальник 2-й бригады 1-й уланской дивизии.
Командовал русским авангардом в Малой Валахии в русско-турецкой войне 1828—1829 годов, где отличился сражением при Боелешти: передовой отряд русской армии под его командованием разбил 6-кратно превосходящие силы сераскира Видинского, наутро после битвы захватив Калафат и — вынудив турок уйти за Дунай в Видин. За это сражение Фёдор Клементьевич был пожалован чином генерал-лейтенанта и свитским званием генерал-адъютанта. Дальнейшие действия Гейсмара в кампанию 1828—1829 годов доставили ему знак ордена св. Владимира 2-й степени.
После заключения Адрианопольского мира, будучи осведомлен о тайном передвижении турецких войск, отряд Гейсмара совершил упреждающий рейд в Болгарию, взяв — среди прочего — Софию, и тем воспрепятствовав туркам нарушить Адрианопольский мир и разгромить страдавшую от эпидемии холеры в адрианопольском лагере русскую армию.
Согласно воспоминаниям Фёдора Фёдоровича Торнау, служившего под начальством Гейсмара, Фёдор Клементьевич уделял особое внимание снаряжению войск, которое должно было соответствовать условиям ведения боевых действий. Для успешных действий в сильную жару он приказал заменить киверы на шапки с длинными козырьками для защиты от солнечных лучей, исключить из снаряжения тесаки, забрать у каждого из драгун ружьё и по одному пистолету, а пики оставить казакам. 

Гейсмар тогда уже смотрел на военное дело тем ясным взглядом, который мы освоили себе только в настоящее время, после многих тягостных уроков, и воспользовался правом отдельного начальника для приведения в исполнение своих собственных идей, не спрашивая разрешения. Его обвиняли за это в большой армии, называли отряд нестройною толпой сорванцов, не похожих на солдат, писали к нему, требовали объяснения и отмены, а потом сами были принуждены покориться некоторым мыслям его. Между тем он отмалчивался и отвечал на обвинения не словами, а делом, смелыми удачами. Кивера, никуда не годившиеся в знойном турецком климате, сжимавшие голову, не обороняя ее ни от солнца, ни от холода, ни от удара, Гейсмар заменил у пехоты и у драгун шапками, к которым приказал пришить предлинные козырьки для защиты от ярких солнечных лучей. Тесак, мешавший ходить и в деле никогда не употребляемый пехотным солдатом, был приобщен в складах к киверам и к лишним вещам из ранца; поэтому пехота маловалахского отряда ходила легко и весело. У драгун Гейсмар отнял ружья и по одному пистолету, требуя от них только кавалерийскую службу; дал им пики, запретил фланкировать с турками, употребляя на этот предмет исключительно казаков, и 4-я драгунская дивизия, при встречах с турками, во всю кампанию не имела ни одной неудачи.

Гейсмар подвергался критике от некоторых генералов, которые считали, что он своими изменениями в униформе и снаряжении нарушал «удивительно стройный вид» русской армии, не признавая никакую прагматичность, и даже одержанные Гейсмаром победы не переубеждали их.

Генерал не жаловал новизны и за каждым обедом напевал мне о том, что Гейсмар разрушает дисциплину и губит порядок, дающей нашим войскам такой удивительно стройный вид. В его глазах удачи Гейсмара не искупали допущенного им нарушения формы. «Да какой вид имеют у вас люди, без кивера, без тесака, в фуражке с длинным козырьком? — говорил он, покачивая головой. — они похожи не на солдат, а на разбойников. Фельдмаршал слишком добр; будь моя воля, я бы проучил вашего генерала. Какая блажь: климат, южное солнце, кивера тяжелы, ни от чего не защищают — терпи, на то солдат».

### Польское восстание 1830 года

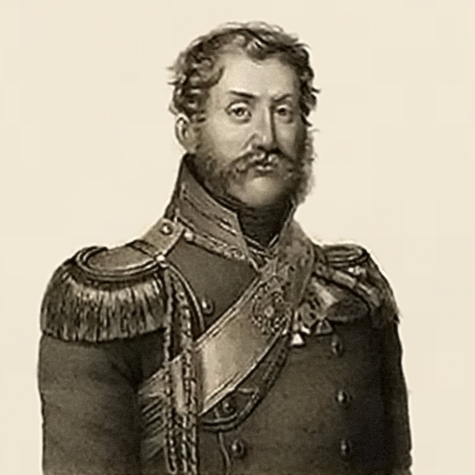
Ф. К. Гейсмар

Польская война 1831 года началась для Гейсмара неудачно. Приняв командование 2-й конно-егерской дивизией за 10 дней до битвы при городке Сточек Гейсмар с 1-й бригадой — в составе Переяславского и Принца Вюртембергского полков — попытался напасть на отряд Дверницкого, однако отсутствие должной боевой выучки вверенных ему войск для действий «подивизионно» в сложных условиях местности привело к побегу обоих полков с поля сражения практически без боя. О последовавшем поражении Фёдор Клементьевич, по воспоминаниям его современников и потомков, всегда отзывался в том смысле, что фатальной ошибкой 
было незнание нравственного состояния вверенных мне войск, в противном случае я никогда не решился бы атаковать Дверницкого в той позиции.
В сражении при Грохове Гейсмар командовал кавалерийским резервом. Когда польские повстанцы начали беспорядочное отступление, он хотел отрезать их от Праги, — что позволило бы русским полностью уничтожить повстанческую армию — и тем совершенно прекратить восстание, — и уже двинул своих конников вперёд… но — три раза (sic!) получил строжайшее приказание из штаба Дибича оставаться на месте.
Впоследствии руководил авангардом Розена, командовал войсками в оборонительных сражениях при Дембе-Вельке и Игане. Отставленный после Игане на 3 месяца от дел для расследования катастрофы при Сточеке, едва не совершил по этому случаю в Киеве самоубийства, но был возвращён на службу с назначением авангардным командиром в корпус Ридигера. Успешно руководил преследованием повстанцев в Южной Польше. В частности, 28 июля отряд авангарда Гейсмара под его собственным командованием (другой частью авангарда Гейсмар назначил командовать генерала Квитницкого) — 4 эскадрона кинбурнских драгун, половина егерского полка и два батальона пехоты при четырёх орудиях конной артиллерии, — отрезали от границы и разбили значительный отряд польских конфедератов Рожецкого при местечке Гневашев. Интересно, что в данном случае Гейсмар использовал ту же тактическую схему, что и при Сточеке, однако — с куда лучшим эффектом. Проверенные в его забалканском походе 1829 года кинбурнские драгуны поэскадронными атаками 1-го дивизиона разбили большой отряд пеших мятежников с артиллерией, а 2-й дивизион совместно с егерями разбил другой отряд, пытавшийся искать спасенья от русской пехоты в лесу.
18 августа 10-я пехотная дивизия под командованием Гейсмара откомандирована для штурма Варшавы. При штурме Варшавы во главе 2-й пехотной дивизии командовал захватом ключевых редутов: № 55 и 24 — на который, после захвата 55-го, немедленно повернул свой отряд, и где был тяжело ранен в бедро. За штурм Варшавы награждён был орденом Св. Александра Невского, за всю кампанию — знаком отличия за военное достоинство 2-й степени.

### Последние годы
Командовал 1-м армейским корпусом в Вильне, по делу Конарского — как и многие его высокопоставленные сослуживцы в Вильне — от службы был отставлен. Возвращён на службу после расследования. В 1842 году ушёл в отпуск «до излечения болезни».
В отпуске поселился в своём имении Грудек Подольской губернии — и занялся приведением его в порядок: устроил там пивоваренный и сахарный заводы, завел стада тонкорунных овец и голландских молочных коров. Заботясь о крестьянах, построил для них церковь, костел, устроил больницу, богадельню, школу. Владел также имениями в Вестфалии и Люблинской губернии.
С началом революционных событий 1848 года в Европе выехал в Петербург с предложением своих услуг императору. Получив благосклонное письмо от князя Чернышёва, не содержавшее никакого назначения, остался ожидать монаршей воли в Петербурге, где и скончался от апоплексического удара в гостинице не дожив трёх дней до своего 65-летия. Оставил чрезвычайно интересное предсмертное письмо, раскрывающее его искренние намерения в отношение России.

После отпевания в храме Святой Екатерины Александрийской в присутствие императора Николая I был похоронен на Волковском кладбище. По отзыву графа Граббе, Фёдор Клементьевич был человек 
полный волнений, честолюбия, тревоживший себя и других беспрерывными военными и гражданскими планами, благородный, великодушный, страстный, часто несправедливый, но всегда готовый к примирению искреннему, на боевом поле бесстрашный, хладнокровный, вообще муж силы и дела.
Российские:
- Орден Святого Георгия 4-й степени (05.07.1813) За отличия в сражениях с французами.
- Орден Святого Владимира 4-й степени с бантом (16.03.1807)
- Аренда на 12 лет в 1250 рублей серебром (1821)
- Орден Святой Анны 1-й степени (14.01.1826)
- Алмазные знаки к ордену Святой Анны 1-й степени (25.06.1828)
- Единовременно пожаловано 20.000 рублей (1828)
- Орден Святого Владимира 2-й степени (25 июня 1829)[20]
- Вместо аренды пожаловано на 12 лет по 3.000 рублей серебром в год (1830)
- Орден Святого Александра Невского (18.10.1831)
- Знак отличия за военное достоинство 2-й степени (1831)
- Единовременно пожаловано 10.000 рублей (1835)
- В Царстве Польском имение, приносящее до 20 000 злотых ежегодного дохода, в потомственное владение (1836)
- Подарок по положению[21] (1838)
- Единовременно 500 червонцев (1838)
- Повеление сложить пожалованные в 1828 году заимообразно 10 000 рублей (1838)
- Единовременно 500 червонцев (1839)
- Знак отличия беспорочной службы за XXX лет (1839)

Иностранные:
- Прусский орден Pour le Merite (1813)
- Веймарский орден Белого Сокола 1-й степени (1813)
- Золотая сабля с алмазами за спасение города Веймара (1813)
- Золотая сабля с алмазами за спасение Валахии (1829)
- Прусский орден Красного Орла 1-го класса (1835)[22]

## Семья
Был дважды женат. Первая жена (1811) — из румынского княжеского рода Гика. От этого брака родилось двое сыновей. Обоих Гейсмар пережил — один погиб на Кавказе, другой — умер от холеры в войну 1828—1829 гг.
После развода — женился на Наталье, племяннице немецкого поэта Гердера. В этом браке имел пятерых сыновей и трёх дочерей.
Старший сын его от второго брака, барон Александр Фёдорович (15 февраля 1822 года — около 23 ноября 1865 года) — вступил в службу в Сумский гусарский полк в 1839 году, служил также в Стародубовском кирасирском полку, переименован в корнеты гвардии с зачислением в Кавалергардский полк в 1848 году, полковник Кавалергардского полка с 1860 года. Уволен 23 ноября 1865 года как не прибывший в полк из двухмесячного отпуска.